# Trương Vệ Kiện
Trương Vệ Kiện (giản thể: 张卫健; phồn thể: 張衛健; bính âm: Zhāng Wèijiàn; sinh ngày 8 tháng 2 năm 1965 tại Hồng Kông thuộc Anh) là một nam diễn viên kiêm ca sĩ người Hồng Kông.

## Tiểu sử
Trương Vệ Kiện là anh cả trong gia đình có 3 anh em trai, cha anh là một thủy thủ rất ít khi ở nhà, nhưng mỗi lần ông ấy trở về luôn có hành động bạo hành gia đình. Năm Trương Vệ Kiện lên 13 tuổi, cha đi theo người đàn bà khác, bỏ mặc mẹ anh một mình lo cho lũ con nhỏ, nên từ bé Trương Vệ Kiện đã biết "không ai lo cho anh bằng chính anh" và đã tỏ ra là một cậu bé có tinh thần "tự lực cánh sinh" rất cao.
Hồi đi học, Trương Vệ Kiện theo học Thư Viện Thánh phương tế. Từ khi còn học tiểu học, Trương Vệ Kiện đã rất thích diễn xuất, thích nghiên cứu người khác, khi còn học trung học ngồi trên đường ngắm người hoặc ngồi xe buýt rất đông đúc, bởi vì như vậy có thể nghe người khác nói chuyện. Mỗi lần trường tổ chức sân khấu, anh luôn là đạo diễn, biên kịch, diễn viên, đạo cụ (người đóng). Trương Vệ Kiện còn rất thích đá bóng, từng bày tỏ mình muốn mơ ước được trở thành một cầu thủ bóng đá chuyên nghiệp, nhưng anh đã sớm phải từ giã đội bóng của trường vì không đủ chiều cao. 

## Con đường sự nghiệp

### Thời kỳ đầu hoạt động ở Hongkong
Năm 17 tuổi, Trương Vệ Kiện thi đỗ vào một trương luật danh tiếng nhưng anh đã nhanh chóng phải từ bỏ sự nghiệp học hành để dành tiền cho các em trai của anh đi du học. Để kiếm thêm thu nhập cho gia đình, anh trải đủ mọi nghề và thậm chí phải hát ở phòng trà để kiếm tiền. Trong một lần tình cờ, anh đã  có được số điện thoại của Trương Quốc Vinh và phải mất một thời gian rất lâu anh mới gặp gỡ và nói chuyện được với danh ca này. Trương Quốc Vinh khi nghe được câu chuyện của anh đã rất cảm động và nhiệt tình giúp đỡ, giới thiệu cho anh tham gia cuộc thi Tìm kiếm ca sĩ triển vọng Hong Kong do đài Thiệu Thị TVB tổ chức và anh đã giành được giải quán quân mùa thứ 3 vào năm 1984 (Trương Vệ Kiện trước đó cũng đã đi thi hai mùa đầu tiên nhưng không đạt giải cao). Tuy nhiên, may mắn chưa mỉm cười với Trương Vệ Kiện, anh đã không nổi tiếng như những quán quân khác của cuộc thi. Trương Vệ Kiện chuyển hướng sang đóng phim và phải mất 6 năm miệt mài đóng vai phụ, Trương Vệ Kiện mới bắt đầu được giao vai chính trong bộ phim Lão lão hữu quỷ vào năm 1991. Trương Vệ Kiện nhanh chóng trở nên nổi tiếng sau đó, anh đóng một loạt phim truyền hình và điện ảnh nổi tiếng trong suốt ba năm từ năm 1992-1994 như Bá chủ song quyền, Siêu trường bá vương, Trốn học ngoại truyện, Truy nhật hào hùng, Nhật nguyệt thần kiếm 1 và 2,...đồng thời cũng phát hành album đầu tiên của mình từ khi ra mắt là Thật Thât Giả Giả.
Sự nổi tiếng quá nhanh của Trương Vệ Kiện đã làm anh trở nên nhàm chán trong mắt khán giả, doanh thu phòng vé trở nên thấp dần, album mới ra mắt của anh cũng bị chê nhạt nhẽo. Quá chán nản và thất vọng, Trương Vệ Kiện tìm con đường đi khác cho bản thân là sang Đài Loan phát triển vào năm 1995.

### Thời kì hoạt động ở Đài Loan từ năm 1995-1997
Trương Vệ Kiện đã ký hợp đồng với hãng thu âm "Huyn Dai" và phát hành album đầu tiên ở Đài Loan là Người tình trong mộng. Anh nhanh chóng nổi tiếng trở lại và xếp thứ tám trong 10 thần tượng được yêu thích nhất Đài Loan. Khi ra mắt album thứ 2 ở Đài Loan thì bên HongKong (TVB) mời anh tham gia bộ phim Tây Du Kí 1996.

### Bước ngoặt sự nghiệp của Trương Vệ Kiện năm 1997 và câu nói làm thay đổi cả cuộc đời
Tây Du Kí 1996 của TVB vừa mới được công chiếu , đã chiếm rating lên tới 40%, Trương Vệ Kiện một lần nữa lên đến đỉnh vinh quang của sự nghiệp nhưng ít ai biết thù lao của Trương Vệ Kiện lúc đó rất thấp, anh chỉ kiếm 90000 HKD. Năm 1997, do có sự hiểu lầm với nhà đài TVB, Trương Vệ Kiện định quay tiếp phần 2 của bộ phim nhưng TVB không chịu và họ đã tự ý thay diễn viên chính của phần 2 bằng Trần Hạo Dân, thậm chí họ còn phong sát anh. Lúc đó, Trương Vệ Kiện gặp được một vị đạo diễn, khi anh yêu cầu mức thù lao xứng đáng với mình, ông ta đã nói với anh thế này: "Trương Vệ Kiện, cậu đừng nghĩ rằng đóng xong được 1 vai diễn Tôn Ngộ Không mà nổi tiếng ở Hong Kong rồi nhé. Ở đại lục, độ nổi tiếng của cậu chỉ là con số 0 tròn trĩnh mà thôi. Tặng cậu một câu: Trên mặt cậu không có lông có tóc, thì cậu chẳng có giá trị gì cả đâu." Câu nói đó đã thay đổi hoàn toàn cuộc đời Trương Vệ Kiện. Anh quyết tâm cạo trọc đầu và chuyển hướng sang Đại Lục và Đài Loan phát triển để chứng minh bản thân.

### Vua hài kịch của mảng truyền hình Trung Quốc những năm 2000
Năm 1999, Trương Vệ Kiện quay bộ phim truyền hình Thiếu niên anh hùng Phương Thế Ngọc . Ngoài việc bị phong sát Trương Vệ Kiện còn bị thua lỗ sau khi đầu tư bất động sản. Chính bộ phim này đã cứu nguy cho anh. Thiếu niên anh hùng Phương Thế Ngọc  có  rating khoảng 16%, lập kỷ lục rating cao nhất trong lịch sử truyền hình châu Á. Năm 2000, anh quay tiếp bộ phim Tiểu bảo và Khang Hy, bộ phim lần đầu tiên tạo nên làn sóng rating ở Đài Loan và được TVB mua về phát sóng và phá kỉ lục rating là 46 điểm.
Trương Vệ Kiện bắt đầu trở thành ông vua hài kịch của mảng truyền hình Trung Quốc những năm 2000 kể từ đó, anh đã tạo nên tuổi thơ của biết bao thế hệ khán giả với lối diễn hài khoa trương đặc sắc nhưng không kém phần tinh tế trong những phim như  Đại náo kim các tự 2001,  Đứa con phá sản 2002, Võ sĩ cờ tướng 2002, Thiếu niên Trương Tam Phong 2002, Tề Thiên Đại Thánh Tôn Ngộ Không 2002, Phú hộ Thẩm Vạn Tam 2003, Tiểu Ngư Nhi và Hoa Vô Khuyết  2004, Kế hoạch A 2005, Như ý cát tường 2005... Có một điều khá thú vị là bài hát chủ để của những bộ phim Trương Vệ Kiện đóng đều do chính anh thể hiện.

### Trở lại với sân khấu ca nhạc và thành lập nhóm Big Four vào năm 2009
Năm 2009, Trương Vệ Kiện cùng ba người bạn khác là Lương Hán Văn, Hứa Chí An và Tô Vĩnh Khang bắt đầu thành lập nhóm nhạc BigFour. Bài hát đầu tiên, Big Four được ra mắt cùng năm đó. Vào ngày 28 tháng 2 năm 2010, nhóm nhạc Hồng Kông Big Four Đã giành được giải thưởng combo xuất sắc nhất quốc gia cho bảng xếp hạng âm nhạc gốc "Trung Quốc" của Sprite năm 2009. Vào tháng 3 cùng năm, một  buổi công diễn của nhóm nhạc đã được tổ chức. Vào tháng 7 năm 2011, trương vệ kiện đã ra mắt album Trăng tròn.
Vào năm 2012, Trương Vệ Kiện tham gia bộ phim Tùy Đường anh hùng vai Trình Giảo Kim, bộ phim đã đạt kỉ lục rating của Đài truyền hình Hồ Nam. Anh tham gia một loạt các phần sau đó của bộ phim và nhận được những đánh giá tích cực.

### Trở về TVB và tham giaĐại soái ca
Năm 2017, Trương Vệ Kiện trở về TVB sau hơn hai mươi năm hiểu lầm. Lần này, anh đồng ý quay bộ phim truyền hình cuối cùng của mình là Đại soái ca. Chỉ trong tập đầu của bộ phim, Trương Vệ Kiện đã tái hiện chân thực toàn bộ câu nói nổi tiếng của mình ở các bộ phim truyền hình trước. 
Năm 2018, em trai và cũng là quản lý cũ của anh là Trương Vệ Di qua đời, từ thời điểm này Trương Vệ Kiện dần vắng bóng khỏi làng giải trí. Anh tập trung sự quan tâm nhiều hơn đến sức khỏe bản thân và gia đình.

## Hôn nhân và gia đình hiện tại
Trương Vệ Kiện đã từng có những mối tình với nhiều mĩ nữ trong giới giải trí. Người bạn gái đầu tiên của anh là Giang Hân Yến. Anh gặp cô sau cuộc thi Tìm kiếm ca sĩ triển vọng Hong Kong với tư cách là quán quân mùa thứ ba và họ yêu nhau ngay sau cái nhìn đầu tiên. Tuy nhiên, mối tình họ tan vỡ sau 5 năm ở bên nhau, lý do đưa ra có thể do hoàn cảnh hai bên quá chênh lệch nhưng có nguồn tin lại cho biết nguyên nhân chia tay do Giang Hân Yến bị mắc bệnh tâm lý.
Năm 1993, sau khi quay bộ phim Long huynh thử đệ (Truy nhật hào hùng), anh đã có tình cảm với cô bạn diễn Tuyên Huyên. Nhưng họ nhanh chóng chia tay sau 3 năm do những bất đồng về quan điểm sống.
Năm 1997, Trương Vệ Kiện gặp Trương Tây qua bộ phim Hoan Hỉ Du Long. Nhưng phải đến bộ phim Trần Mộng Cát 1998, Trương Vệ kiện mới chính thức hẹn hò với Trương Tây, hai người trải qua biết bao sóng gió với ba lần kết hôn. Trương Tây thậm chí còn bị sảy thai vào năm 2008 và năm 2014. Chính Trương Vệ Kiện là người đã luôn ở bên Trương Tây, cùng cô vượt qua những khó khăn trong cuộc sống. Anh được coi như là hình mẫu của một người đàn ông mẫu mực trong giới giải trí, dù không có con cái nhưng anh vẫn nắm tay vợ đi đến trọn đời.

## Phim tham gia

### Truyền hình
| Năm  | Tên phim                                             | Tên tiếng Anh                                         | Vai diễn                     | Bạn diễn | Số tập |
| ---- | ---------------------------------------------------- | ----------------------------------------------------- | ---------------------------- | --- | ------ |
| 1985 | Trung tứ đinh ban                                    | Form 4D                                               | Học sinh                     | Ngô Khải Hoa, Lý Khắc Cần, Thiệu Mỹ Kỳ | 10     |
| 1985 | Ma nữ vui vẻ                                         | Happy Spirit                                          | Tần Kiệt                     | Trịnh Du Linh, Lữ Lương Vỹ, Đặng Tụy Văn | 20     |
| 1986 | Thánh kiếm hiệp tình                                 | The Heavenly Swordsman and The Spoiled                | Hạ Hầu Phi                   | Lưu Đức Hoa | 03     |
| 1986 | Hoàng kim truyền kì                                  | The Turbulent Decade                                  | Trương Vọng Đại              | Trương Triệu Huy, Quan Lễ Kiệt, Lưu Gia Linh | 60     |
| 1987 | Thư kiếm ân cừu lục                                  | The Legend of the Book and the Sword                  | Tâm Nghiễn                   | Nhậm Đạt Hoa, Thạch Tu | 28     |
| 1988 | Danh môn                                             | Withered in the Wind                                  | Đoạn Ngọc Nhuyên             | Trương Triệu Huy | 27     |
| 1988 | Lão tử vạn tuế                                       |                                                       |                              | Ngô Khải Hoa | 20     |
| 1988 | Đương đại nam nhi                                    | And Yet We Live                                       | Diệp Hiểu Huy                | Vạn Tử Lương | 60     |
| 1988 | Doanh đơn truyền kỳ                                  | Saga of the lost kingdom                              | Hoàng đế                     | Quách Tấn An, Trương Triệu Huy | 35     |
| 1989 | Tôi yêu tiếu oan gia                                 | I love Amy                                            |                              | Lưu Triệu Doanh, Giang Hân Yến | 50     |
| 1989 | Bà, mẹ, con rể                                       |                                                       | Lý Chí Tín                   | Lưu Thanh Vân, La Huệ Quyên | 50     |
| 1990 | Hoan lạc sơn thành                                   | Glittering Fortune                                    | Lạc Thiên                    | Trần Đình Uy, Tăng Hoa Thiên | 60     |
| 1990 | Triều Dương                                          |                                                       |                              | Uông Minh Thuyên | 20     |
| 1991 | Nhật Nguyệt thần kiếm                                | Mystery of the Twin Swords                            | A Nguyệt                     | Quách Tấn An, Dương Linh | 20     |
| 1991 | Hồn ma vui vẻ                                        | One Step Beyond                                       | Thượng Thiên Đường           | Ôn Triệu Luân, Hứa Chí An | 20     |
| 1991 | The Little boy from China                            |                                                       |                              | |        |
| 1992 | Nhật Nguyệt thần kiếm 2                              | Mystery of the Twin Swords 2                          | A Nguyệt                     | Quách Tấn An, Lưu Ngọc Thúy | 20     |
| 1992 | Huyết tỉ kim đao                                     | Thief of Honour                                       | Liễu Ngạn Long               | Trịnh Y Kiện, Lương Tiểu Băng | 20     |
| 1992 | Bá chủ song quyền                                    | Money and Fame                                        | Quách Hạo Huy                | Giang Hân Yến, Âu Dương Chấn Hoa, Ngô Kinh, Lạc Ứng Quân, Quan Tú Mi, Trương Nghị, Lê Hải Sơn                                                                                            | 20     |
| 1992 | Nhân vật phong vân                                   | The Key Man                                           | Mạch Thủ Chính               | Vạn Tử Lương, Trần Ngọc Liên, Trần Pháp Dung | 30     |
| 1992 | Tôi yêu chàng răng hô Đệ tử Hoàng Phi Hồng           | Wong Fei Hung Returns                                 | Lâm Tô                       | Lê Tư, Âu Dương Chấn Hoa | 20     |
| 1992 | Edge of Righteousness                                |                                                       |                              | |        |
| 1993 | Truy nhật hào hùng Long huynh hổ đệ                  | The edge of righteousness                             | Lục A Sắc                    | Vạn Tử Lương, Chu Ân, Trần Pháp Dung | 20     |
| 1995 | Giang hồ tiểu tử                                     | The Buddy Gang                                        | Bố Thành Long                | Tiêu Ân Tuấn, Trần Đức Dung | 40     |
| 1996 | Tây du ký                                            | Journey to the West - Sun Wukong                      | Tôn Ngộ Không                | Giang Hoa, Lê Diệu Tường, Mạch Trường Thanh | 30     |
| 1997 | Truyền thuyết ly kỳ                                  |                                                       | Đào Vũ Thanh                 | Cố Bảo Minh, Lưu Đan | 8      |
| 1997 | Sóng gió Tử cấm thành Hi Hỉ Du Long Sấm sét tình thù | Happy Flying Dragon                                   | Mạnh Tiểu Sơn                | Trương Tây, Trương Đình, Trương Khả Di, Giang Thục Na | 50     |
| 1998 | Trần Mộng Cát                                        | The Witty Attorney                                    | Trần Mộng Cát                | Ngô Mạnh Đạt, Trương Tây | 27     |
| 1999 | Đoản đao hiệp sĩ Đao ca 1                            | Swordman                                              | Mạnh Tiểu Hoa Thẩm Ngọc Môn  | Khuất Trung Hằng | 15     |
| 1999 | Thiếu niên Phương Thế Ngọc                           | Young Hero Fang Shiyu                                 | Phương Thế Ngọc              | Điềm Nữu, Hà Mỹ Điền, Phàn Thiếu Hoàng, Lý Đình Nghi, Thương Thiên Nga, Trịnh Thoại Hiểu                                                                                                 | 40     |
| 2000 | Tiểu Bảo và Khang Hy Lộc Đỉnh ký                     | Duke of Mount Deer 2000                               | Vi Tiểu Bảo                  | Đàm Diệu Văn, Lâm Tâm Như, Chu Ân, Trương Tây, Trương Đình, Trần Pháp Dung, Thư Kỳ, Lương Gia Nhân, Ngô Mạnh Đạt, Từ Cẩm Giang                                                           | 40     |
|      | Thiếu niên Hồng Văn Định                             | The Legend Of Hung Man Ting                           | Phương Thế Ngọc              | Trần Chí Bằng, Hà Mỹ Điền | 20     |
| 2001 | Đại náo Kim Cát tự                                   | Smart Kid                                             | Bất Đổng                     | Lý Băng Băng, Hà Mỹ Điền, Nhiếp Viễn | 30     |
| 2001 | Kỳ phùng địch thủ Võ sĩ cờ tướng                     | Chess Warriors                                        | Tiết Nhất Phiêu              | Huỳnh Văn Hào, Hà Mỹ Điền, Phàn Diệc Mẫn | 20     |
| 2001 | Thiếu niên Trương Tam Phong                          | Taiji Prodigy                                         | Trương Tam Phong             | Lý Băng Băng, Lý Tiểu Lộ, Hồ Tĩnh, Tô Hữu Bằng, Lâm Tâm Như, Nghiêm Khoan, Vương Diễm | 40     |
| 2001 | Bí Mật Hổ Phách Quan Âm Tân Sở Lưu Hương             | The New Adventures of Chor Lau-heung                  | Như Trần                     | Nhậm Hiền Tề, Viên Vịnh Nghi, Lê Tư, Lâm Tâm Như, Dương Cung Như | 40     |
| 2002 | Tề thiên đại thánh Tôn Ngộ Không                     | The Monkey King: Quest for the Sutra                  | Tôn Ngộ Không                | Tạ Đình Phong, Thái Trác Nghiên, Lâm Chí Dĩnh, Tiêu Tường, Lữ Tụng Hiền, Chung Hân Đồng, Dương Cung Như, Viên Vịnh Nghi, Từ Hy Viên, Lương Gia Nhân, La Gia Anh, Trịnh Tú Văn, Điềm Nữu, | 37     |
| 2002 | Đứa con phá sản                                      | Mr. Winner                                            | Phương Thiên Mậu             | Viên Vịnh Nghi, Hồ Tĩnh, Trương Tây | 30     |
| 2003 | Tụ bảo bồn Chậu đẻ tiền Phú hộ Thẩm Vạn Tam          | The legend of the treasure basin                      | Thẩm Vạn Tam                 | Trương Đình, Phạm Băng Băng | 35     |
| 2003 | Như Ý Cát Tường                                      | The Luckiest Man                                      | Đới Xuân Dần                 | Quan Vịnh Hà, Trần Hảo | 30     |
| 2003 | Kungfu bóng đá                                       | Kung Fu Soccer                                        | Đường Tiểu Thuận             | Ngô Quân Như, Dung Tổ Nhi | 35     |
| 2004 | Hỏa đầu trí đa tinh Siêu đầu bếp                     | Magic Chef                                            | Trịnh Bạch                   | Ngô Trấn Vũ, La Gia Lương, Hứa Chí An, Lương Hán Văn, Trương Tây | 30     |
| 2004 | Thiên hạ đệ nhất kiếm                                | Royal Swordsman                                       | Cổ Tam Thông                 | Lưu Tùng Nhân, Trần Pháp Dung, Huỳnh Thánh Y, Lý Á Bằng, Hoắc Kiến Hoa, Diệp Tuyền, Quách Tấn An, Trần Di Dung, Đặng Siêu, Cao Viên Viên                                                 | 35     |
| 2004 | Tiểu Ngư Nhi và Hoa Vô Khuyết                        | The Proud Twins                                       | Tiểu Ngư Nhi                 | Tạ Đình Phong, Bách Tuyết, Phạm Băng Băng | 45     |
| 2005 | A Hữu chính truyện                                   | Myth Of Ah You                                        | Trần A Hữu                   | Hồ Khả, Lý Thể Hoa, Đàm Diệu Văn, Lưu Hiểu Khánh | 30     |
| 2007 | Kế hoạch A                                           | Project A                                             | Tiểu Lai Bá                  | Lưu Viên Viên, Chung Hân Đồng, Đàm Diệu Văn | 42     |
| 2008 | Bay lượn theo giấc mơ tình yêu                       |                                                       | Tiểu Kiện                    | Kha Hữu Luân, Cao Viên Viên | 20     |
| 2008 | Nhân giả Hoàng Phi Hồng                              | The Kung Fu Master Wong Fei Hung                      | Hoàng Phi Hồng               | Văn Tụng Nhàn, Trình Hiểu Đông, Ngô Khánh Triết | 33     |
| 2008 | Thập đại kì án                                       | Hypno Scene from                                      | Lưu Phúc Tinh Lưu Thiên Tước | Hoàng Chí Trung, Tiểu Vương Tinh | 36     |
| 2010 | 7 ngày chấn động thế giới                            | Seven Days that Shocked the World                     | Hiệu trưởng Đàm              | Trần Bảo Quốc | 16     |
| 2011 | Kỳ tích kế tiếp                                      | The Next Magic                                        | Quốc Khải                    | Tạ Đình Phong |        |
| 2011 | Tùy đường anh hùng                                   | Heroes of Sui and Tang Dynasties                      | Trình Giảo Kim               | Lưu Hiểu Khánh, Trương Duệ | 64     |
| 2012 | Ngũ Đài sơn kháng Nhật truyền kỳ                     |                                                       | Trương Hồng Liệt             | Lý Thể Hoa |        |
| 2012 | Tiếu ngạo giang hồ                                   | Swordsman                                             | Lục Trúc Ông                 | Hoắc Kiến Hoa, Viên San San | 55     |
| 2014 | Tùy Đường Anh Hùng                                   | Heroes in Sui & Tang Dynasties/Heroes of Sui and Tang | Trình Giáo Kim               | Lưu Hiểu Khánh, Trương Duệ, Trịnh Quốc Lâm, Huỳnh Hải Băng, Lý Thể Hoa,... | 77     |
| 2015 | Tùy Đường Anh Hùng                                   | Heroes in Sui & Tang Dynasties                        | Trình Giáo Kim               | Tôn Diệu Kỳ, Diệp Tổ Tân, Lưu Hiểu Khánh, Trương Duệ, Trịnh Quốc Lâm, Huỳnh Hải Băng, Lý Thể Hoa,...                                                                                     | 63     |
| 2017 | Đại soái ca                                          | Handsome Marshal                                      | Địch Kỳ                      | Thái Tư Bối, Hồng Vĩnh Thành, Tào Vĩnh Liêm, Từ Vinh, Lý Gia Diễn, Dương Tú Huệ, Triệu Vĩnh Hồng, Cổ Minh Hoa                                                                            | 30     |

### Điện ảnh
| Năm  | Tên phim                                       | Tên tiếng Anh                      | Vai diễn              | Bạn diễn |
| ---- | ---------------------------------------------- | ---------------------------------- | --------------------- | --- |
| 1985 |                                                | Puppy Love                         |                       | |
| 1985 | Crazy Games                                    |                                    |                       | |
| 1985 | Young Cops                                     |                                    |                       | |
| 1992 | Chuyện Tình Cúp Cua Câu Chuyện Trốn Học        | To Miss with Love                  |                       | Lâm Chí Dĩnh, Trương Mẫn, Chu Nhân, Ngô Mạnh Đạt, Ngô Kỳ Long |
| 1992 | The Good, the Bad & the Beauty                 |                                    |                       | |
| 1992 | Chòm Sao Chiếu Tử Hội Quần Tinh                | The Thief Of Time                  |                       | Châu Tinh Trì, Lưu Đức Hoa, Trịnh Thiếu Thu, Quách Phú Thành |
| 1993 | Chi Sĩ Hỏa Thối                                | Chez & Ham                         |                       | Ngô Mạnh Đạt, Tăng Trí Vỹ, Trương Mẫn, Vương Tổ Hiền, Uyển Quỳnh Đan |
| 1993 | Hoàng Phi Hồng - Thiết Kê Đấu Ngô Công         | Last Hero in China                 | Nha Sát Tô            | |
| 1993 | Võ trạng nguyên                                | The Kung Fu Scholar                | Luân Văn Tự           | |
| 1993 | Trường học bá vương - Trạng nguyên Luân Văn Tự | Future Cops                        | Trần Đại Hùng         | |
| 1993 | Võ hiệp thất công chúa                         | Holy Weapon                        | Ngô Thông             | |
| 1993 | Vi Tiểu Bảo Đến Tương Lai                      | Hero – Beyond the Boundary of Time | A Siêu                | |
| 1993 | Căn Nhà Quỷ Xinh Đẹp - Gia Tộc Qủy Răng Hô     | Vampire Family                     |                       | |
| 1993 | Chi Kiếp Hậu Anh Hùng Truyện                   | Hero of Hong Kong 1949             |                       | |
| 1993 | Nhất bổn mạn họa sấm thiên nhai 2              | My Hero 2                          |                       | |
| 1993 | Thiếu Gia Đường Thể Lam                        | Prince of Portland Street          |                       | |
| 1993 | Even Mountains Meet                            |                                    |                       | |
| 1994 | Thiếu Lâm Tiểu Tử 2 - Tân Ô Long Viện 2        | Shaolin Popey 2: Messy Temple      |                       | Ngô Mạnh Đạt, Thích Tiểu Long, Trịnh Thiếu Thu, Lâm Chí Dĩnh, Từ Nhược Tuyên, Lý Liên Kiệt, Vu Thừa Huệ, Chia Hui Liu, Hác Thiệu Văn, Nguyên Hoa, Uyển Quỳnh Đan                                                                                         |
| 1994 | Hắc Báo Thiên Hạ                               | The Black Panther Warriors         | Robert Parkinson      | Đặng Quang Vinh, Lâm Thanh Hà, Nhậm Đạt Hoa, Lương Triều Vĩ, Carrie Ng, Chen Ming Chen, Elsie Chan, Nguyên Hoa, Melvin Wong, Lương Gia Huy |
| 1994 | Tham Vọng Bá Chủ Thiên Hạ                      | Bloody Brothers                    | Khâu Tử Hồng          | |
| 2003 | Gà vàng 2                                      | Golden Chicken 2                   |                       | |
| 2007 |                                                | Eastern Legend                     |                       | |
| 2008 | Tử Chiến Đường Lang Quyền                      | Champions Of Glory                 |                       | Vu Vinh Quang |
| 2009 |                                                | Road corridor                      |                       | |
| 2010 | 72 Khách Trọ                                   | 72 Tenants of Prosperity           |                       | Tăng Chí Vĩ, Trương Học Hữu, Viên Vịnh Nghi, Huỳnh Tông Trạch, Đặng Lệ Hân, Thịnh Quân, Vương Tổ Lam, Chung Gia Hân, Tạ Thiên Hoa, Lâm Phong, Xa Thi Mạn, Liêu Bích Nhi, Từ Tử San, Trần Pháp Lai, Lê Diệu Tường, Ngô Trác Hy,Hà Vận Thi, Trần Sơn Thông |
| 2011 | Tình hè rực cháy                               | Summer Love Love                   |                       | Trịnh Y Kiện, Tăng Chí Vỹ, Giả Hiểu Thần, Hứa Chí An, Lê Diệu Tường, Đàm Diệu Văn |
| 2013 | Cung tỏa trầm hương                            | The Palace                         | Đại thái giám (cameo) | Triệu Lệ Dĩnh, Trần Hiểu, Châu Đông Vũ |

## Âm nhạc
| Năm phát hành | Tên album         | Tên bài hát                      | Giải thưởng |
| ------------- | ----------------- | -------------------------------- | ----------- |
| 1992          | Thật Thật giả giả | I love you                       |             |
| 1992          | Thật Thật giả giả | Thunder                          |             |
| 1992          | Thật Thật giả giả | Kẻ tồi tệ                        |             |
| 1992          | Thật Thật giả giả | Thật thật giả giả                |             |
| 1992          | Thật Thật giả giả | Tiếng lòng lãng tử               |             |
| 1992          | Thật Thật giả giả | Trong trái tìm của em            |             |
| 1992          | Thật Thật giả giả | Một đời đi cùng em               |             |
| 1992          | Thật Thật giả giả | Một đêm đã quyên đi              |             |
| 1992          | Thật Thật giả giả | Lệ nhãn thuyết (Nói về nước mắt) |             |
| 1993          |                   |                                  |             |